# Maxwellův tenzor
V elektrodynamice se pojmem Maxwellův tenzor označuje tenzor napětí vyjadřující tok hybnosti elektromagnetického pole zvolenou plochou. V jednotkách SI je pro izotropní prostředí dán vztahem
{\displaystyle {\boldsymbol {\sigma }}={\frac {1}{2}}{\boldsymbol {\delta }}\left(\mathbf {E} \cdot \mathbf {D} +\mathbf {H} \cdot \mathbf {B} \right)-\mathbf {E} \otimes \mathbf {D} -\mathbf {H} \otimes \mathbf {B} ,}
kde δ značí jednotkový tenzor druhého řádu, resp. analogicky ve složkách jako
{\displaystyle \sigma _{ij}={\frac {1}{2}}\delta _{ij}\left(E_{k}D_{k}+H_{k}B_{k}\right)-E_{i}D_{j}-H_{i}B_{j}.}
S pomocí Maxwellova tenzoru lze formulovat zákon zachování hybnosti pro elektromagnetické pole jako rovnici kontinuity
{\displaystyle {\frac {\partial \mathbf {g} }{\partial t}}+\mathrm {div} \,{\boldsymbol {\sigma }}=-\mathbf {f} ,}
kde {\displaystyle \mathbf {f} } je hustota síly působící na daný objem a {\displaystyle \mathbf {g} =\mathbf {D} \times \mathbf {B} } je hustota hybnosti elektromagnetického pole. Analogicky ve složkách
{\displaystyle {\frac {\partial g_{i}}{\partial t}}+{\frac {\partial \sigma _{ij}}{\partial x_{j}}}=-f_{i}.}

## Tenzor elektromagnetického pole
V teorii relativity se používá obecnější tenzor, který se označuje jako tenzor elektromagnetického pole.

Použijeme-li čtyřpotenciál elektromagnetického pole ve tvaru
{\displaystyle A_{\iota }=(\varphi ,-c\mathbf {A} )},
kde {\displaystyle \varphi } je skalární potenciál elektrostatického pole a {\displaystyle \mathbf {A} } je vektorový potenciál magnetického pole, pak z parciálních derivací čtyřpotenciálu podle prostoročasových souřadnic lze vytvořit antisymetrický tenzor druhého řádu
{\displaystyle F_{\iota \kappa }={\frac {\partial A_{\kappa }}{\partial x^{\iota }}}-{\frac {\partial A_{\iota }}{\partial x^{\kappa }}}}
pro {\displaystyle \iota ,\kappa =0,1,2,3}. Tento tenzor se nazývá tenzorem elektromagnetického pole.

Složky tenzoru elektromagnetického pole je možné vyjádřit prostřednictvím složek elektrické intenzity {\displaystyle \mathbf {E} } a magnetické intenzity {\displaystyle \mathbf {H} }
{\displaystyle F_{\iota \kappa }={\begin{pmatrix}0&-E_{1}&-E_{2}&-E_{3}\\E_{1}&0&H_{3}&-H_{2}\\E_{2}&-H_{3}&0&H_{1}\\E_{3}&H_{2}&-H_{1}&0\end{pmatrix}}={\begin{pmatrix}0&-E_{i}\\E_{k}&H_{ik}\end{pmatrix}}},
kde {\displaystyle \iota ,\kappa =0,1,2,3} a {\displaystyle i,k=1,2,3}.
Pro složky kontravariantního tenzoru pak dostaneme
{\displaystyle F^{\iota \kappa }={\begin{pmatrix}0&E^{1}&E^{2}&E^{3}\\-E^{1}&0&H^{3}&-H^{2}\\-E^{2}&-H^{3}&0&H^{1}\\-E^{3}&H^{2}&-H^{1}&0\end{pmatrix}}={\begin{pmatrix}0&E^{i}\\-E^{k}&H^{ik}\end{pmatrix}}}